# Serphitoidea
Super-famille
Les Serphitoidea forment une super-famille éteinte d'insectes hyménoptères du sous-ordre des apocrites. Ils ont vécu au cours du Crétacé et leurs fossiles ont été retrouvés en Amérique du Nord, en Europe, au Liban et au Myanmar.

## Liste des familles
Selon ITIS (4 nov. 2011) :
- famille des Serphitidae.

Selon Fossilworks (4 mai 2019) :
- famille des Archaeoserphitidae ;
- famille des Serphitidae.

## Classification
Au sein des Apocrita, les Serphitoidea sont classés dans l'infra-ordre des Proctotrupomorpha et dans le clade des Bipetiolarida.